# Aegiphila cordifolia
Aegiphila cordifolia es una especie de planta con flor en la familia Lamiaceae.
Es endémica de Colombia, Ecuador y Perú. 

## Taxonomía
Aegiphila cordifolia fue descrita por (Ruiz & Pav.) Moldenke y publicado en Brittonia 1(3): 185. 1932.
Sinonimia
- Callicarpa cordifolia Ruiz & Pav. 1798[6][7]